# Tiranet de Villarejo
El tiranet de Villarejo (Zimmerius villarejoi) és un ocell de la família dels tirànids (Tyrannidae).

## Hàbitat i distribució
Habita boscos als turons i muntanyes del nord del Perú.